# Западинський провулок
Запа́динський прову́лок — зниклий провулок, що існував у Подільському районі міста Києва, місцевість Вітряні гори. Пролягав від Зустрічного провулка до Вітряної вулиці.

## Історія
Провулок виник у 1-й половині XX століття під цією ж назвою (від історичної місцевості Запа́динка). У 1950-х роках до провулка була приєднана 274-а Нова вулиця, а у 1977 році — Новозападинський провулок, після чого провулок набув остаточної довжини. 
Був ліквідований у зв'язку зі зміною забудови наприкінці 1970-х — на початку 1980-х років.